# Георги Вълчев (инженер)
Георги Тодоров Вълчев е български учен, преподавател, изобретател, поет. Той е ръководител на Катедра „Корабоводене“ във ВВМУ „Н. Й. Вапцаров“, Варна между 1998 и 2003 г.

## Биография

### Ранен живот
Георги Вълчев е роден на 28 август 1943 г. в село Толовица, Белоградчишко. Завършил е ВВМУ „Н. Й. Вапцаров“, специалност „Корабоводене“ и ВМЕИ (дн. Технически университет) във Варна, специалност „Електрически машини и апарати“. От 1968 г. до завършването на второто си висше образование работи като помощник-капитан в Параходство БМФ и в СТФ-Варна. През есента на 1974 г. е поканен да участва в конкурс за асистент по „Технически средства за корабоводене“ във ВВМУ „Видински алманах“.

### Научно развитие
От март 1975 г. е избран за асистент в катедра „Корабоводене“, където преподава до 2010 година. Автор е на шест учебника и над 70 научни публикации в областите „Корабоводене“ и „Автоматизация на управлението на кораба“. Докторската му дисертация е на тема „Оптимизиране на навигационната експлоатация на конвенционалните автопилоти“. Най-същественият принос в дисертацията му е: математически синтез на адаптивна микропроцесорна система за автоматично управление на курса на кораба, намерил приложение в руското изделие „Парус“. („Програмно адаптивно рулево устройство“). През 1998 г. е избран за „Доцент“ по специалността „Управление на кораби и корабоводене“.
Автор на учебници в областта на техническите средства за корабоводене:
- „Жирокомпас Гиря-МК“, „Военно издателство“, София, 1979 г. [2]
- „Технически средства за корабоводене. Книга 2: Жирокомпаси и автопилоти“ – изд. „Стено“, 1998 г. [3];
- „Технически средства за корабоводене“ – „Военно издателство“ 2014 – 2015 г.;[4] и др.

От 1999 г. до 2011 г. е член на Специализирания научен съвет по военно-инженерните науки към ВАК при Министерския съвет.
В периода от 1998 г. до 2003 г. е Ръководител на катедра „Корабоводене“. През 2001 г. има съществен принос за внедряването на навигационен тренажор „Мостик“ в учебния процес.
Георги Вълчев е учен и преподавател, както и дългогодишен ръководител на докторанти и млади научни работници в своята област .
Георги Вълчев е семеен. Има 2 сина.

### Изобретател
Георги Вълчев е български изобретател, който между 1980 и 1999 г., регистрира патенти, изобретения, математически разработки в областта на корабостроенето, управлението на кораба и неговият математически модел.
Притежава 3 авторски свидетелства за изобретения и 2 патента.
През 80-те години на ХХ век, българският учен доц. Георги Тодоров Вълчев изобретява и обосновава по-високо ефективна форма на рул, с особен профил. Рулят на Вълчев е защитен в Българско Патентно Ведомство, гр. София.

### Поет
Стихове пише и публикува, както в централния така и в местния печат от 1964 г. Първите му стихове са публикувани в „Дим. Вахта“, в-к „Полет“, „Народно дело“ и, разбира се в курсантските издания „Родени на море“, бр. 1,2,3,4,5. По-късно негови стихове са печатани в литературните сборници „В строя“ – няколко броя, „Простори“, „Смяна“, списанията „Пламък“, „София“, „Факел“, Радио – Варна (няколко издания на „Лирична тетрадка“), в-к „Пулс“, в-к „Кил“ и др.
Цикъл стихотворения от първата му стихосбирка, подготвена за печат и издаване през 1981 г. в издателство „Народна младеж“, е представен в литературния алманах „Смяна, 1982“. През същия период поетът Иван Давидков (главен редактор на изд. „Български писател“ по това време) представя Г. Вълчев в рубриката „Пулс представя“ на в-к „Пулс“.
На Първото – учредително заседание на Клуб „Зелена лампа“ при в-к „Пулс“ (януари 1983 г.) е поканен Александър Геров – да направи критически анализ на поезията, публикувана в последните няколко броя на в-к „Пулс“. В един от тези броеве е публикуван и цикъл със стихове на Георги Вълчев, за които Геров казва: „Крайно оригинален поет е Георги Вълчев. В неговите стихотворения има поетическа простота, философска мъдрост, вълнуваща образност.“ – нищо повече.
Дългогодишен ръководител на поетичен кръжок в средите на курсантите, обучавани през 1970-те и 1980-те години в тогавашното ВНВМУ във Варна.
В края на 2014 г. излезе от печат неговата стихосбирка „След дълго плаване“ на издателство „Българска книжница“, под редакцията на Андрей Андреев.
Във в-к „Дума“, през януари 2016 г., издателят „Българска книжница“ споделя името на Георги Вълчев, като един от издаваните автори през последните години 

## Публикации
Научни
- „Технически средства за корабоводене“[8]

Други
- „След дълго плаване“ – 2014 г.